# Eliza Lynn Linton
Eliza Lynn Linton, född den 10 februari 1822 i Keswick, Cumbria, England, , död den 14 juli 1898, var en brittisk författare, journalist och antifeminist. 

## Antifeminismen
Lynn Linton hyste starka antifeministiska åsiker. En av hennes mest berömda essäer, "The Girl of the Period," publicerad 1868, var en oförblommad kritik av tidens feministiska rörelse. 1891 skrev hon "Wild Women as Politicians" där hon skrev att politik var männens naturliga sfär, liksom kändisskap i alla dess former. "Amongst our most renowned women," skrev hon, "are some who say with their whole heart, 'I would rather have been the wife of a great man, or the mother of a hero, than what I am, famous in my own person."